# Grădiștea (Călărași)
Pour les articles homonymes, voir Grădiștea.
Grădiștea est une commune du județ de Călărași en Roumanie.